# Мойобамба
Мойоба́мба (исп. Moyobamba [moʝoˈβamba], кечуа Muyupampa — от muyu — круг и pampa — равнина, буквально — круглая равнина) — административный центр региона Сан-Мартин в северной части Перу. По данным переписи 2017 года насчитывается 50 073 жителей. Город является столицей провинции Мойобамба и района Мойобамба. Город связан дорогой с Тарапото на юго-востоке, Риоха на западе и Багуа на северо-западе. Дороги соединяют Мойобамбу с тихоокеанским побережьем через Багуа и Олмос на севере и Кахамарка на юго-западе.
Около 1000 видов орхидей являются родными для этого района, поэтому Мойобамба получил прозвище «Город орхидей» (исп. Ciudad de las Orquídeas).

## Население
Население Мойобамба:
| Год  | Численность | Численность |
| ---- | ----------- | ----------- |
| 1870 | 28 900      |             |
| 1940 | 8858        |             |
| 1961 | 9778        |             |
| 1972 | 12 175      |             |
| 1981 | 16 802      |             |
| 1989 | 24 819      |             |
| 1993 | 26 765      |             |
| 2005 | 42 481      |             |
| 2007 | 39 250      | [ 3 ]       |
| 2017 | 50 073      | [ 4 ]       |
| 2019 | 64 126      |             |

## Города-побратимы
- Арекипа, Перу
- Бильбао, Испания
- Икитос, Перу
- Лоха, Эквадор
- Манаус, Бразилия
- Санта-Марта, Колумбия
- Толедо, Испания